# (14558) Wangganchang
(14558) Wangganchang (1997 WG1) – planetoida z grupy pasa głównego asteroid okrążająca Słońce w ciągu 5,19 lat w średniej odległości 3 j.a. Odkryta 19 listopada 1997 roku.